# Booromslag

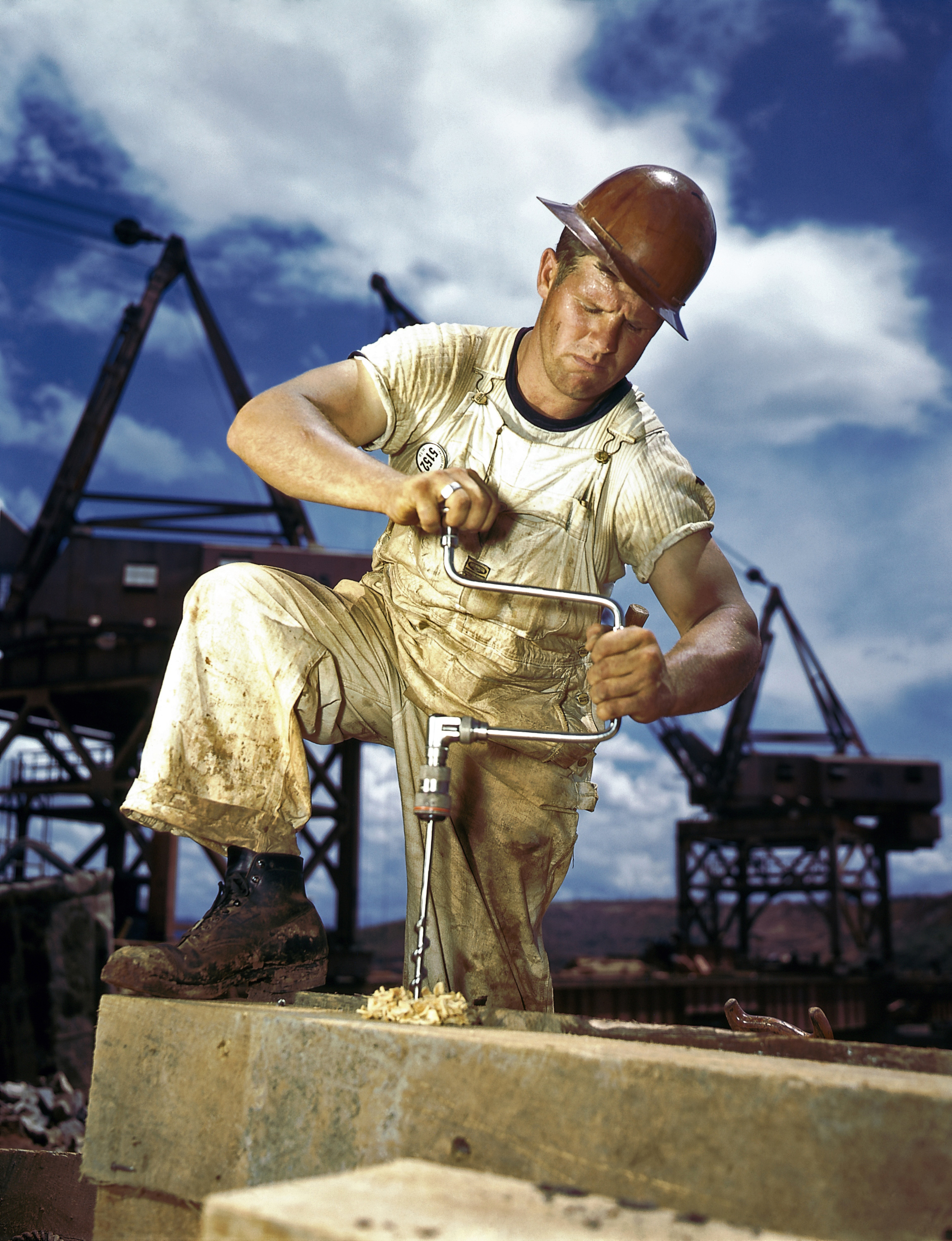
Een timmerman aan het werk in 1942 aan de Douglasdam, Tennessee

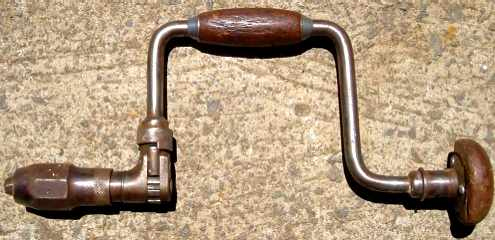
Booromslag met ratel

De booromslag of slingerboor is een handboor zoals die voor de komst van de elektrische boormachine door de timmerman gebruikt werd om gaten te boren.

## Toebehoren
De booromslag is een stuk gereedschap waar in de houder voor de boor diverse boren met vierkante kolf kunnen worden geklemd, zoals slangeboren, centerboren, verzink- of soevereinboren en kwastenboren. Ook is het mogelijk om met een booromslag schroeven in en uit te draaien.

## Gebruik
De booromslag wordt gebruikt door met de ene hand op de ronde knop te drukken, terwijl de andere hand de booromslag aan de handgreep ronddraait. Het is ook mogelijk om druk op de knop uit te oefenen met de borst of de buik. Met de booromslag kan een grote kracht worden uitgeoefend. Bij sommige booromslagen draait de knop op een kogellager. Boren met alleen een ronde schacht zijn moeilijk goed vast te klemmen in de boorhouder, daarom hebben veel inzetstukken voor een goede grip een vierkant taps toelopend eind dat in de boorkop past.

## Ratel
Er zijn booromslagen met en zonder een ratel. De ratel heeft een tandwiel aan de as en twee pallen die ieder de boor één draairichting kunnen vastzetten. Met een stelring wordt de booromslag ofwel linksom ofwel rechtsom vastgezet, terwijl de as in tegengestelde richting vrij kan draaien. Hierdoor kan de boor ook draaien wanneer er onvoldoende ruimte is met de handgreep een volledige slag te maken, zoals in een hoek.

## Boormachines
De booromslag is in de praktijk verdrongen door elektrische en accu- schroefboormachines.

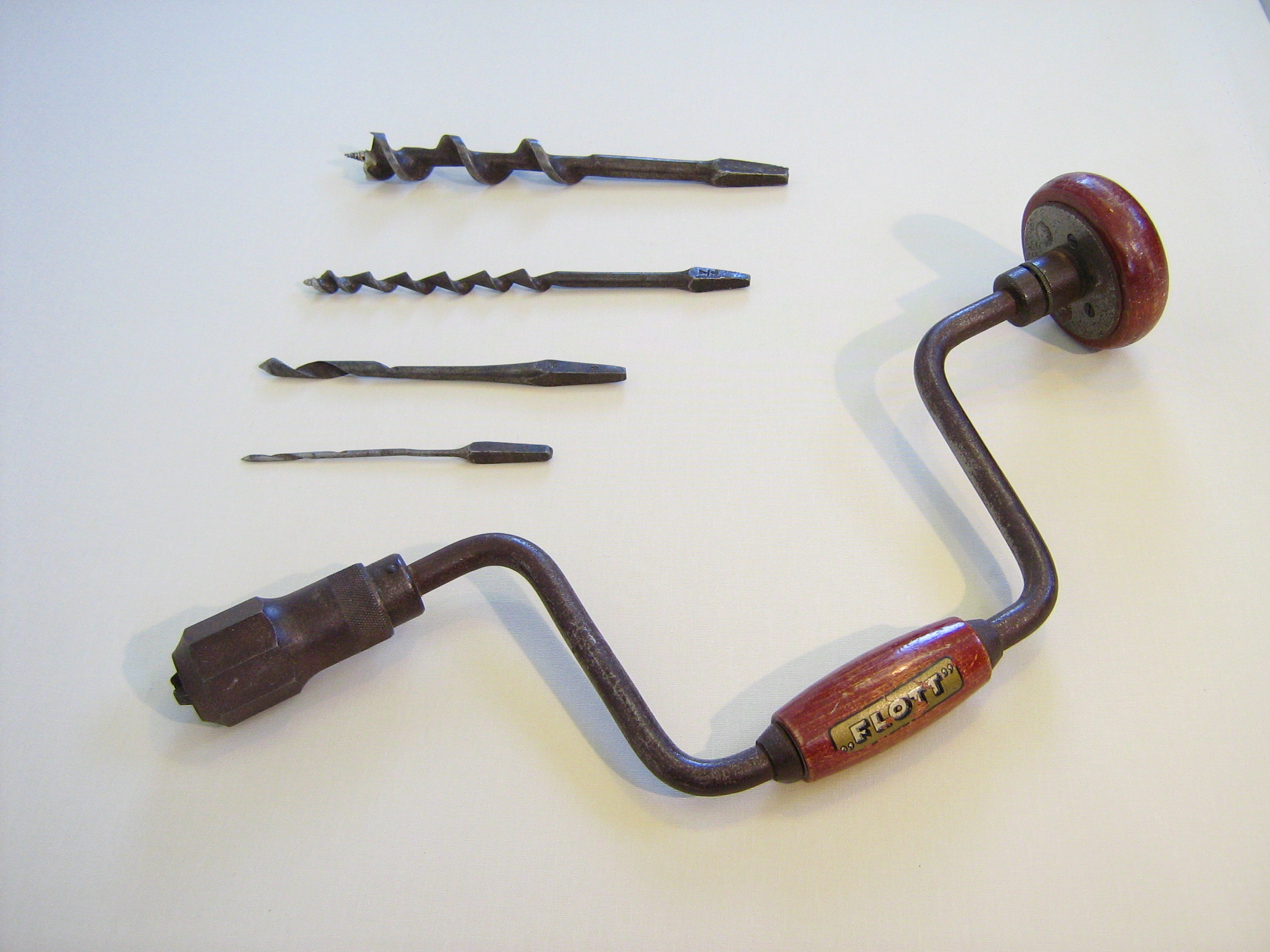
Een handboor met boren. Deze handboor bevat een knop met een kogellager
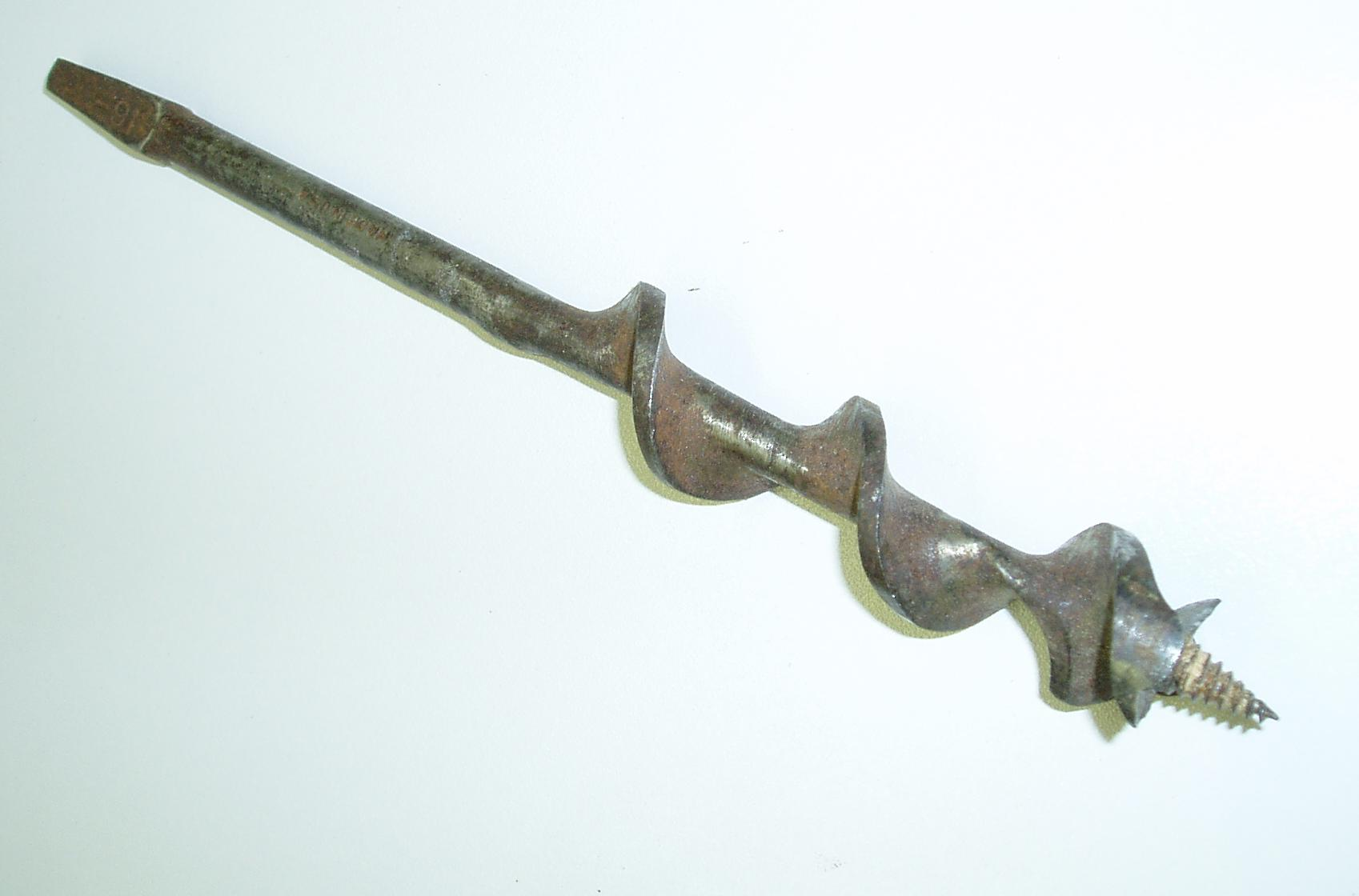
Een slangeboor of avegaar